# Movimento polar

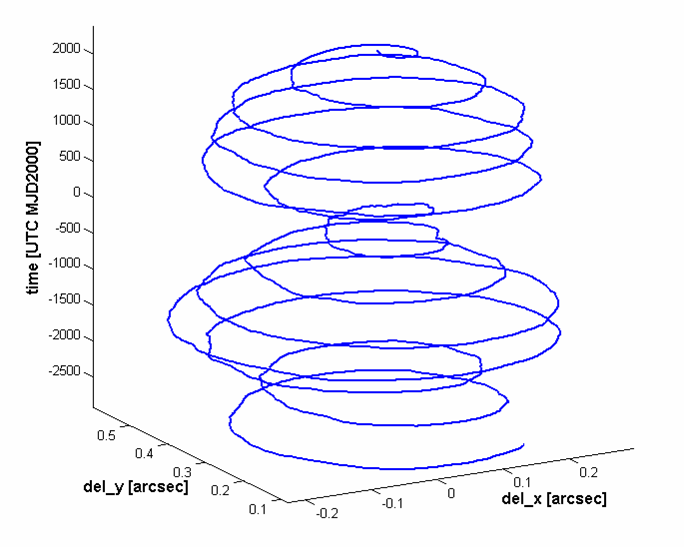
Diagrama mostrando a deslocação polar. O eixo vertical corresponde ao tempo (unidades em dias) e os eixos horizontais à deslocação sobre a superfície (a cada segmento equivale a uns 3 metros sobre a superfície). Dados fornecidos pelo IERS.

Denomina-se movimento polar à deslocação que experimentam os pólos celestes da Terra com respeito aos pólos geográficos, como consequência de minúsculas desvios no eixo de rotação terrestre. Estes desvios são devidas a pequenas flutuações na geometria do planeta ou em sua distribuição de massas, bem seja pelas deslocações diárias de massas de água devidos às marés, a mudanças na acumulação estacional de neve, ou a outros efeitos de origem incerta.
Ainda que a oscilação dos pólos geográficos é de reduzidas dimensões, os satélites de posicionamento e comunicação, bem como outras instalações tais como os observatórios astronômicos, devem ter em conta este efeito e realizar as oportunas correções. O Serviço Internacional de Rotação da Terra e Sistemas de Referência (IERS) é o organismo encarregado do rastreamento e cálculo deste movimento, que se considera previsível em longo prazo.

## Componentes do movimento polar
Considera-se que o movimento polar é a combinação de três factores diferentes: dois movimentos cuasi-jornais, e uma deriva gradual.
- O Bamboleio de Chandler é o componente dominante do movimento polar.[1] Descreve uma trajetória quase circular dentre 3 e 15 m de diâmetro num período de uns 14 meses.
- A oscilação anual, que descreve um círculo menor, coincidindo com a acumulação estacional de massas de água.[3]
- A Deriva, em direção para o meridiano 80º oeste, e cuja causa se crê é devida a movimentos no manto terrestre e à paulatina perda de gelo de Gronelândia. Esta deriva é imprevisível, e se desloca a uma velocidade ligeiramente superior a um metro por década.
- [4]

Além destes três componentes, a localização dos pólos experimenta variações diárias devidas às marés, mas seus efeitos são muito pequenos. Também fenómenos tectónicos como os terramotos podem alterar a posição do pólo.

## Maré de polo
Um constituinte adicional das marés resulta das forças centrífugas devidas, por sua vez, ao chamado movimento polar da Terra. Este último não tem nada a ver com os torques gravitacionais que o Sol e a Lua exercem sobre a Terra, mas é excitado por transportes geofísicos de massa sobre a superfície terrestre ou no inteior da própria Terra, dada a (ligeira) obliquidade da figura da Terra, que dá origem a um movimento de rotação do tipo Euler com um período de cerca de 433 dias para a Terra, conhecido como o oscilação de Chandler (em homenagem ao seu primeiro descobridor Seth Chandler no início do século XX). A propósito, a oscilação euleriana é análoga ao movimento de oscilação de um disco giratório lançado de forma não perfeita. Observacionalmente, a oscilação (excitada) de Chandler é uma componente importante do movimento polar da Terra. Um dos efeitos do movimento polar é perturbar a força centrífuga constante sentida pela Terra, fazendo com que a Terra (e os oceanos) se deforme ligeiramente nos períodos correspondentes, o que é conhecido como maré polar. Tal como as marés de longo período, tem-se assumido que a maré do polo está em equilíbrio e um exame da maré do polo à escala das bacias oceânicas parece ser consistente com essa assumpção.
A amplitude de equilíbrio da maré polar é de cerca de 5 mm no seu máximo a 45 graus de latitude N. e S, sendo mais claramente observada em mapas de altimetria por satélite da altura da superfície do mar. No entanto, à escala regional, o registo observacional é menos claro. Por exemplo, os registos maregráficos no Mar do Norte mostram um sinal que parece ser uma maré polar de não-equilíbrio, que alguns autores sugerem ser devido a uma ressonância ligada à excitação de ondas de Rossby barotrópicas, mas outros sugerem que, na realidade, é forçada pelo vento.